# Tragiscoschema amabile
Tragiscoschema amabile es una especie de escarabajo longicornio del género Tragiscoschema, tribu Tragocephalini, orden Coleoptera. Fue descrita científicamente por Perroud en 1855.

## Descripción
Mide 13-15 milímetros de longitud.

## Distribución
Se distribuye por Mozambique, Namibia y Tanzania.